# Ủy ban Vũ trụ Việt Nam
Ủy ban Vũ trụ Việt Nam (tiếng Anh: Vietnam Space Committee - VSC) là tổ chức tư vấn giúp Thủ tướng Chính phủ nghiên cứu, chỉ đạo, phối hợp giải quyết những vấn đề liên ngành trong việc thực hiện Chiến lược nghiên cứu và ứng dụng công nghệ vũ trụ đến năm 2020.

## Lịch sử hình thành
Ủy ban Vũ trụ Việt Nam chính thức thành lập ngày 17 tháng 9 năm 2019 theo quyết định của Thủ tướng Chính phủ Việt Nam Nguyễn Xuân Phúc, theo đề nghị của Bộ trưởng Bộ Khoa học và Công nghệ Việt Nam.

## Nhiệm vụ, quyền hạn

### Nhiệm vụ
- Nghiên cứu, đề xuất với Thủ tướng về chương trình, kế hoạch và các biện pháp thực hiện Chiến lược nghiên cứu và ứng dụng công nghệ vũ trụ đến năm 2020 cho từng thời kỳ.
- Giúp Thủ tướng chỉ đạo, điều hoà, phối hợp và đôn đốc các cơ quan có liên quan thực hiện Chiến lược
- Báo cáo Thủ tướng Chính phủ về tình hình hoạt động của Ủy ban Vũ trụ Việt Nam[3]

### Quyền hạn
- Đại diện chính thức của Việt Nam tại các tổ chức quốc tế về công nghệ vũ trụ[3]

## Cơ cấu tổ chức
Nguồn

### Lãnh đạo
Chủ tịch:
- Chu Ngọc Anh, Bộ trưởng Bộ Khoa học và Công nghệ Việt Nam.

Phó chủ tịch:
- Bùi Thế Duy, Thứ trưởng Bộ Khoa học và Công nghệ Việt Nam.
- Châu Văn Minh, Chủ tịch Viện Hàn lâm Khoa học và Công nghệ Việt Nam.

### Ủy viên:
- Ông Nguyễn Thành Hưng, Thứ trưởng Bộ Thông tin và Truyền thông Việt Nam.
- Ông Lê Công Thành, Thứ trưởng Bộ Tài nguyên và Môi trường Việt Nam.
- Ông Cao Quốc Hưng, Thứ trưởng Bộ Công thương Việt Nam.
- Ông Hoàng Văn Thắng, Thứ trưởng Bộ Nông Nghiệp và Phát triển Nông thôn Việt Nam.
- Ông Bùi Văn Nam, Thứ trưởng Bộ Công an Việt Nam.
- Ông Bế Xuân Trường, Thứ trưởng Bộ Quốc phòng Việt Nam.
- Ông Nguyễn Ngọc Đông, Thứ trưởng Bộ Giao thông Vận tải Việt Nam.
- Ông Tạ Việt Dũng, Cục trưởng Cục Ứng dụng và phát triển công nghệ, Bộ Khoa học và Công nghệ Việt Nam.
- Ông Doãn Minh Chung, Viện trưởng Viện Công nghệ vũ trụ, Viện Hàn lâm Khoa học và Công nghệ Việt Nam.
- Ông Nguyễn Đình Dương, Viện Địa lý, Viện Hàn lâm Khoa học và Công nghệ Việt Nam.
- Ông Nguyễn Đức Cương, Chủ tịch Hội Hàng không-Vũ trụ Việt Nam.
- Ông Vũ Văn Yêm, Trường Đại học Bách khoa Hà Nội.

### Các bộ phận:
Văn Phòng Ủy ban Vũ trụ Việt Nam:
- Ông Doãn Hà Thắng, Chánh văn phòng.
- Bà Bùi Thị Liên Hương, phó Chánh văn phòng.
- Ông Bùi Trọng Tuyên, phó Chánh văn phòng.

Tiểu Ban Khoa học Kỹ thuật:
- Ông Đào Ngọc Chiến, Trưởng tiểu ban Khoa học và Công nghệ, Phó vụ trưởng Vụ Công nghệ cao, Bộ Khoa học và Công nghệ Việt Nam
- Ông Đoàn Quang Hoan, Cục trưởng Cục tần số vô tuyến điện.
- Phạm Anh Tuấn, Giám đốc trung tâm Vệ tinh Quốc gia.
- Trần Minh Tuấn, Phó Viện trưởng Viện Chiến lược Thông tin Truyền thông.
- Nguyễn Xuân Lâm, Giám đốc Trung tâm Viễn thám Quốc gia, Bộ Tài nguyên và Môi Trường.
- Bùi Trọng Tuyên, Giám đốc Ban quản lý các Dự án vệ tinh nhỏ.
- Đinh Văn Trung, Viện Vật lý.

Tiểu ban Pháp Lý
- Ông Bùi Văn Sỹ, Trưởng tiểu ban Pháp lý.
- Lê Đại Hải, Phó Vụ trưởng, Vụ Dân sự-Kinh tế, Bộ Tư pháp.
- TS. Nguyễn Quý Trọng, Giảng viên khoa Pháp luật kinh tế - Đại học Luật Hà Nội.
- Nguyễn Toàn Thắng, Giảng viên khoa Pháp luật quốc tế - Đại học Luật Hà Nội.
- Đỗ Đức Minh, Giảng viên khoa Luật, Đại học Quốc gia Hà Nội.
- Phạm Văn Trung, Vụ Luật pháp và Điều ước quốc tế, Bộ Ngoại giao.
- Trịnh Đăng Hà, Vụ Hợp tác Quốc tế, Bộ Khoa học và Công nghệ Việt Nam.